# Tom Tom Club (album)
Az 1981-es Tom Tom Club a Tom Tom Club első nagylemeze. Olyan brit slágereket tartalmazott, mint a Wordy Rappinghood (7. hely 1981 júniusában), a Genius of Love (65. hely 1981 októberében) és az Under the Boardwalk (22. hely 1982 augusztusában). Amerikában a Genius Of Love a 31. helyig jutott a Billboard Hot 100-on. Mind a Wordy Rappinghood és a Genius of Love is vezette az amerikai dance-listát.
Az album szerepel az 1001 lemez, amit hallanod kell, mielőtt meghalsz című könyvben.

## Az album dalai

### LP-kiadás
| 1. | Wordy Rappinghood | Tom Tom Club | 6:27 |
| 2. | Genius of Love    | Tom Tom Club | 5:34 |
| 3. | Tom Tom Theme     | Tom Tom Club | 1:25 |
| 4. | L'Elephant        | Tom Tom Club | 4:50 |

| 1. | As Above, So Below  | Tom Tom Club | 5:23 |
| 2. | Lorelei             | Tom Tom Club | 5:05 |
| 3. | On, On, On, On...   | Tom Tom Club | 3:33 |
| 4. | Booming and Zooming | Tom Tom Club | 4:32 |

### Kazetta kiadás
| 1. | Wordy Rappinghood | Tom Tom Club | 6:27 |
| 2. | Genius of Love    | Tom Tom Club | 5:34 |
| 3. | Tom Tom Theme     | Tom Tom Club | 1:25 |
| 4. | L'Elephant        | Tom Tom Club | 4:50 |

| 1. | As Above, So Below  | Tom Tom Club                | 5:23 |
| 2. | Lorelei             | Tom Tom Club                | 5:05 |
| 3. | On, On, On, On...   | Tom Tom Club                | 3:33 |
| 4. | Under the Boardwalk | Kenny Young, Arthur Resnick | 5:44 |

### CD-kiadás
|     | Cím                               | Szerző(k)    | Hossz |
| --- | --------------------------------- | ------------ | ----- |
| 1.  | Wordy Rappinghood                 | Tom Tom Club | 6:27  |
| 2.  | Genius of Love                    | Tom Tom Club | 5:34  |
| 3.  | Tom Tom Theme                     | Tom Tom Club | 1:24  |
| 4.  | L'Elephant                        | Tom Tom Club | 4:51  |
| 5.  | As Above, So Below                | Tom Tom Club | 5:22  |
| 6.  | Lorelei                           | Tom Tom Club | 5:05  |
| 7.  | On, On, On, On...                 | Tom Tom Club | 3:33  |
| 8.  | Booming and Zooming               | Tom Tom Club | 4:35  |
| 9.  | Under the Boardwalk               | Tom Tom Club | 5:46  |
| 10. | Lorelei (remix)                   | Tom Tom Club | 6:17  |
| 11. | Wordy Rappinghood (hosszú verzió) | Tom Tom Club | 6:42  |
| 12. | Genius of Love (hosszú verzió)    | Tom Tom Club | 7:26  |

## Közreműködők
- Adrian Belew – gitár
- Monte Browne – gitár
- Tyrone Downie – billentyűk
- Chris Frantz – dob, producer
- Uziah "Sticky" Thompson – ütőhangszerek
- Lani Weymouth – ének
- Laura Weymouth – ének
- Loric Weymouth – ének
- Tina Weymouth – basszusgitár, ének, producer

### Produkció
- Steven Stanley – producer, hangmérnök
- Benji Armbrister – hangmérnök
- Kendal Stubbs – hangmérnök
- James Rizzi – borítóterv

## Fordítás
Ez a szócikk részben vagy egészben a Tom Tom Club (album) című angol Wikipédia-szócikk ezen változatának fordításán alapul.  Az eredeti cikk szerkesztőit annak laptörténete sorolja fel. Ez a jelzés csupán a megfogalmazás eredetét és a szerzői jogokat jelzi, nem szolgál a cikkben szereplő információk forrásmegjelöléseként.